# Пиль, Альма
Альма Терезия Пиль (швед. Alma Theresia Pihl; 15 ноября 1888, Москва — 15 июля 1976, Хельсинки) — одна из известнейших финских ювелиров XX века; работала в фирме Карла Фаберже, являвшейся поставщиком Двора Его Императорского Величества.

## Биография
Родилась 15 ноября 1888 года в Москве в шведской семье. Её родители были из семьи обрусевших шведов, говоривших между собой по-русски, но сохранивших лютеранскую веру. Отец — потомственный ювелир Кнут Оскар Пиль, мать — Фанни Флорентина Холмстрём, дочь ювелира Августа Холстрёма, и сестра ювелира Альберта Холмстрёма. Родители Альмы поженились в 1887 году. Её отец, Оскар Пиль, происходивший из Западной Уусимаа, из общины Похья, в 1887—1897 годах был главным мастером московского отделения фирмы Фаберже. После смерти отца в 1897 году переехала с матерью и братьями Йозефом, Вольдемаром и Артуром в Санкт-Петербург.
С 1897 по 1921 год жила в Санкт-Петербурге. Окончила школу Анненшуле. Училась рисованию у Е. Э. Якобсона (1877—1941), бывшего учителем рисования в Анненшуле, и одновременно работавшего постоянно у Карла Фаберже.
После окончания школы, с 1905 года, училась в Центральном училище технического рисования барона Штиглица.
В 1912 году вышла замуж за Николая Клее, из семьи петербургских немцев. Детей в браке не имела, воспитывала с 1935 г. племянницу, Лидию Артуровну Пиль (1928—1996) .

## Ювелир фирмы Фаберже
В 1909 году поступила на работу в фирму Фаберже. Стала первой и единственной женщиной, работавшей в ювелирной фирме Фаберже. Дядя Альберт Августович Хольмстрём, возглавивший мастерскую ещё в 1903 году после смерти своего отца, взял её на работу рисовальщицей. Альма Пиль вела рабочие альбомы мастерской — её задачей было перерисовывать в них акварельные эскизы изделий в масштабе 1:1. Вскоре она получила должность дизайнера.
Была дизайнером ряда изделий из золота, серебра и драгоценных камней, в частности, кулонов к трёхсотлетию дома Романовых.
Из работ Альмы Пиль всемирную известность получили две — пасхальные императорские яйца «Зимнее» (1913) и «Мозаичное» (1914).
В 1911 г. по заказу нефтяного магната Эммануила Нобеля по рисункам Альмы Пиль были созданы 40 небольших ювелирных изделий для подарков. Алма разработала эскизы алмазной броши-снежинки, которая с воодушевлением была одобрена. Разрабатывала модели для серии подобных украшений на «зимнюю» тему, — в неё входили броши, браслеты, серьги, ожерелья, брелоки и другие изделия. Разработала дизайн большого числа вещиц из горного хрусталя, покрытых «инеем» из платины и бриллиантов. 

«Среди изделий Фаберже её морозная серия стоит особняком: его художники предпочитали неорококо, неоклассицизм, реже модерн; лаконичные разработки Альмы Пиль-Клее, пожалуй, ближе к ар деко. Те, кто держал в руках эти драгоценные „льдинки“, говорят о их необыкновенном очаровании, но ни одной из современных фирм не приходит в голову сделать что-либо подобное, слишком они узнаваемы.» 
Деятельность художницы, как и всей фирмы Фаберже, была прервана событиями октября 1917 года.

## Эмиграция и жизнь в Финляндии
В 1921 году вместе с мужем, Николаем Васильевичем Клее, уехала в Финляндию, где с 1928 по 1951 годы работала простым учителем рисования в Куусанкоски. Она никому не рассказывала о своей прежней деятельности.
С 1948 года вместе с мужем, Николаем Клее, поселилась в Хельсинки, в районе Мунккиниеми.
Скончалась 11 июля 1976 года в Хельсинки и похоронена в родовом захоронении на кладбище в районе Хиетаниеми.

## Семья
- Дед — Август Холмстрём, ювелир фирмы Фаберже.
- Отец — Кнут Оскар Пиль (швед. Knut Oskar Pihl)(1860-1897) , ювелир фирмы Фаберже, директор московского отделения фирмы.
- Брат — Оскар Вольдемар Пиль[фин.] (1890—1960), художник, ювелир фирмы Фаберже.
- Муж — Николай Васильевич Клее (Nikolai Klee) (24.3.1879—9.12.1960) в браке с 1912 года, совладелец Гранд Отеля Европа в Петербурге.